# Grégory Tadé
Grégory Tadé (né le 2 septembre 1986 à Nantes, France) est un footballeur français évoluant au poste de milieu offensif ou d'attaquant.

## Biographie
Grégory Tadé commence sa carrière dans des clubs de la région nantaise à Orvault, la Mellinet, Saint-Herblain puis il retourne à Orvault où il débute en équipe première en 2003 dans ce club qui évolue en Division supérieure régionale de ligue atlantique soit le septième niveau français. Il y retrouve son frère Sylvanus qui est passé par le centre de formation du FC Nantes. Parallèlement, il passe des essais dans plusieurs clubs français (Sedan, Nantes, La Roche-sur-Yon, Le Mans, Guingamp) mais aucun n'aboutit. En 2006, pour sa dernière saison au club il gagne le challenge José Arribas. Il part ensuite en vacances en Écosse, où grâce à sa petite amie de l'époque, il rencontre un agent écossais. Il « bidonne » son CV en ajoutant une ligne « formation au FC Nantes » et des sélections en équipes de jeunes de Côte d'Ivoire. Avec l'aide de son agent, d'un de ses cousins Armand Oné (en) et de son meilleur ami Jean-Yves Anis (en) tous les deux footballeurs professionnels, il décroche un contrat en octobre 2006 au Forfar, un club écossais de Second Division, l'équivalent du troisième niveau national, après un essai avorté au Partick Thistle FC, club de First Division. Il joue à 23 reprises en championnat avec Forfar mais son club est relégué en Third Division et son contrat n'est pas renouvelé. 
Il s'engage alors en juillet 2007 au Stranraer Football Club qui évolue en Third Division. Il est alors semi-professionnel et travaille en même temps au poste de standardiste chez IBM. Durant la saison 2007-2008, il marque 10 buts en 32 matchs de championnat dont 4 consécutifs entre le 22 mars et le 12 avril 2008. Son équipe se qualifie pour les play-offs de montée durant lesquels il dispute les quatre matchs pour deux buts. Son équipe perd en finale (défaite 2-0 puis victoire 1-0 but de Tadé) face à Arbroath mais monte finalement grâce à la dissolution du Gretna Football Club. En janvier 2008, durant un match contre East Fife, il est victime d'insultes racistes de Kevin Fotheringham qui est suspendu huit matchs par la fédération écossaise de football.
La saison 2008-2009 commence bien pour Tadé qui marque 7 buts en 16 matchs de championnat. Il est ainsi recruté le 24 janvier 2009, par Clyde qui évolue en First Division, le deuxième niveau écossais. Il est titulaire dès le jour de son arrivée face à Ross County où il participe à la victoire 2-0 de son équipe,. Il joue 13 matchs pour Clyde mais ne marque pas. Son club finit dernier du championnat et est relégué en Second Division. Il est laissé libre puisque le club a des difficultés financières.
Tadé rebondit alors aux Raith Rovers en First Division où son entraîneur John McGlynn (en) dit de lui qu'il est « bon dans le domaine aérien » et qu'il « [est] très rapide » après l'avoir repéré sous le maillot de Stranraer. Dès son arrivée, il est titulaire et il dispute 43 matchs toutes compétitions confondues (pour 42 titularisations) pour 8 buts marqués. Il devient un des chouchous du public grâce à son but victorieux (le seul but du match) lors du huitième de finale à rejouer de coupe d'Écosse sur le terrain d'Aberdeen qui évolue en Premier League l'élite du football écossais. Son équipe est éliminée en demi-finale par Dundee United et termine septième en championnat.
Lors de la saison 2010-2011, Raith Rovers joue les premiers rôles en championnat et a un point d'avance sur Dunfermline à cinq journées de la fin. Mais une fin de saison catastrophique avec seulement quatre points pris lors des cinq derniers matchs dont une défaite à Dunfermline coûte le titre et la seule montée pour l'élite disponible. Il dispute les 41 matchs de la saison du club pour 11 buts marqués.
Tadé refuse une offre de prolongation de contrat des Rovers afin de jouer parmi l'élite écossaise. Il s'engage alors pour la saison 2011-2012 avec une option pour la saison suivante avec Inverness. Il débute avec Inverness dès le premier match de la saison à Motherwell (défaite 0-3) le 23 juillet 2011. Il joue 40 matchs pour 9 buts durant la saison, alors que son club achève le championnat à la dixième place.
Pour la saison 2012-2013, il s'engage à Saint Johnstone afin d'avoir « l'opportunité de jouer en coupe d'Europe ». Son premier match de la saison est le match retour du deuxième tour de qualification de la Ligue Europa. Après la défaite du match aller 2-0 en Turquie à Eskişehirspor que Tadé a manqué sur blessure, il marque un but lors du match retour, mais son équipe concède le nul 1-1 et est éliminée dès son entrée en lice. Tadé totalise 41 matchs pour 6 buts et son équipe termine à la troisième place en championnat sur le fil ce qui permet au club de se qualifier pour le deuxième tour de qualification de la Ligue Europa.
Le 25 juin 2013, il s'engage pour trois ans dans le club roumain du CFR Cluj. Cette première saison en Roumanie, se passe difficilement tant « d’un point de vue sportif ou personnel ». Blessé durant une partie de la saison, il joue ainsi de façon irrégulière avec Cluj (22 matchs mais seulement 12 titularisations pour 2 buts). Cluj termine seulement cinquième du championnat, mais se qualifie pour la Ligue Europa car le FC Dinamo Bucarest n'obtient pas la licence UEFA nécessaire pour évoluer en Coupe d'Europe. 
La saison 2014-2015, est radicalement différente puisqu'il est titulaire indiscutable. Il réalise sa meilleure saison en marquant 20 buts (toutes compétitions confondues) en 34 matchs. Ses 18 buts en 27 matchs de championnat lui permettent de terminer meilleur buteur du championnat roumain et d'être le quatrième meilleur buteur français d'un championnat en Europe. Son club termine troisième et se qualifie sur le terrain pour la Ligue Europa. Mais l'UEFA ne l'autorise pas à disputer la compétition à cause de ses problèmes financiers. Ainsi, ses dirigeants souhaitent le transférer « car ils ont besoin d’argent » et car il ne lui reste qu'un an de contrat.
Il commence néanmoins la saison 2015-2016 avec Cluj et marque même lors de la reprise du championnat le 11 juillet 2015. Deux jours après, il est transféré chez le champion en titre le Steaua Bucarest contre une indemnité de 500 000 euros.
Le 19 juillet 2016, Tadé résilie son contrat avant de signer le lendemain au Qatar SC. 
Il s'engage la saison suivante au Maccabi Petach-Tikva où il ne reste qu'une saison.
Il signe en novembre 2018 au Dinamo Bucarest.
Il y restera seulement quelques semaines avant que son contrat soit résilié en janvier 2019.
Après plus de deux ans sans jouer, il rejoint le Clyde Football Club le 20 juillet 2021, qui évolue en troisième division écossaise. Il y reste un an et n'est pas prolongé. Il signe donc au Cumbernauld Colts FC qui évolue en Lowland Football League le cinquième niveau écossais. Il joue 19 matchs toutes compétitions confondues pour deux titularisations. A l'issue de la saison, il arrête sa carrière.

## Statistiques
| Saison                | Club                  | Championnat                  | Championnat | Championnat | Coupe nationale | Coupe nationale | Coupe de la Ligue | Coupe de la Ligue | Compétition(s) continentale(s) | Compétition(s) continentale(s) | Compétition(s) continentale(s) | Scottish Challenge Cup | Scottish Challenge Cup | Playoffs | Playoffs | Total | Total |
| Saison                | Club                  | Division                     | M.          | B.          | M.              | B.              | M.                | B.                | Comp.                          | M.                             | B.                             | M.                     | B.                     | M.       | B.       | M.    | B.    |
| 2006-2007             | Forfar Athletic       | Second Division (D3)         | 23          | 3           | 1               | 0               | -                 | -                 | -                              | -                              | -                              | -                      | -                      | -        | -        | 24    | 3     |
| 2007-2008             | Stranraer             | Third Division (D4)          | 30          | 10          | 1               | 1               | 1                 | 0                 | -                              | -                              | -                              | 1                      | 0                      | 4        | 2        | 37    | 13    |
| 2008-2009             | Stranraer             | Second Division (D3)         | 16          | 7           | 1               | 0               | -                 | -                 | -                              | -                              | -                              | 1                      | 0                      | -        | -        | 18    | 7     |
| 2009                  | Clyde                 | First Division (D2)          | 13          | 0           | -               | -               | -                 | -                 | -                              | -                              | -                              | -                      | -                      | -        | -        | 13    | 0     |
| 2009-2010             | Raith Rovers          | First Division (D2)          | 32          | 5           | 8               | 2               | 2                 | 1                 | -                              | -                              | -                              | 1                      | 0                      | -        | -        | 43    | 8     |
| 2010-2011             | Raith Rovers          | First Division (D2)          | 36          | 8           | 1               | 0               | 3                 | 3                 | -                              | -                              | -                              | 1                      | 0                      | -        | -        | 41    | 11    |
| 2011-2012             | Inverness             | Premier League (D1)          | 36          | 9           | 3               | 0               | 1                 | 0                 | -                              | -                              | -                              | -                      | -                      | -        | -        | 40    | 9     |
| 2012-2013             | Saint Johnstone       | Premier League (D1)          | 36          | 4           | 2               | 1               | 2                 | 0                 | C3                             | 1                              | 1                              | -                      | -                      | -        | -        | 41    | 6     |
| 2013-2014             | CFR Cluj              | Liga I (D1)                  | 22          | 2           | -               | -               | -                 | -                 | -                              | -                              | -                              | -                      | -                      | -        | -        | 22    | 2     |
| 2014-2015             | CFR Cluj              | Liga I (D1)                  | 27          | 18          | 4               | 2               | -                 | -                 | C3                             | 3                              | 0                              | -                      | -                      | -        | -        | 34    | 20    |
| 2015                  | CFR Cluj              | Liga I (D1)                  | 1           | 1           | -               | -               | -                 | -                 | -                              | -                              | -                              | -                      | -                      | -        | -        | 1     | 1     |
| 2015-2016             | Steaua Bucarest       | Liga I (D1)                  | 24          | 4           | 5               | 1               | 2                 | 1                 | C1+C3                          | 4+2                            | 1+0                            | -                      | -                      | -        | -        | 37    | 7     |
| 2016-2017             | Qatar SC              | Qatargas League (D2)         | 11          | 11          | -               | -               | -                 | -                 | -                              | -                              | -                              | -                      | -                      | -        | -        | 11    | 11    |
| 2017-2018             | Maccabi Petach-Tikva  | Ligat HaAl                   | 25          | 4           | -               | -               | 1                 | 0                 | -                              | -                              | -                              | -                      | -                      | -        | -        | 26    | 4     |
| 2018-2019             | Dinamo Bucarest       | Liga I (D1)                  | -           | -           | -               | -               | -                 | -                 | -                              | -                              | -                              | -                      | -                      | -        | -        | 0     | 0     |
| 2021-2022             | Clyde                 | Scottish League One (D3)     | 24          | 1           | 1               | 0               | -                 | -                 | -                              | -                              | -                              | -                      | -                      | -        | -        | 25    | 1     |
| 2022-2023             | Cumbernauld Colts     | Lowland Football League (D5) | 18          | 0           | 1               | 0               | -                 | -                 | -                              | -                              | -                              | -                      | -                      | -        | -        | 19    | 0     |
| Total sur la carrière | Total sur la carrière | Total sur la carrière        | 374         | 87          | 28              | 7               | 12                | 5                 | -                              | 10                             | 2                              | 4                      | 0                      | 4        | 2        | 432   | 103   |